# 60 aC

## Esdeveniments

### Gàl·lia
- Els sueus comandats per Ariovist derroten una coalició d'hedus i sèquans en la batalla de Magetobriga

### República Romana
- Luci Afrani i Quint Cecili Metel Celer són cònsols.
- Juli Cèsar conquereix Lusitània.
- Creació del Primer Triumvirat, una informal aliança política entre Juli Cèsar, Gneu Pompeu Magne i Marc Licini Cras Dives I.

### Síria
- El regne arriba al final amb els dos últims Emperadors assassinat per ordre de Roma.

### Xina
- La dinastia Han estableix el protectorat de les Regions Occidentals, la més alta posició militar d'un comandant militar a la frontera occidental.

## Naixements
- Ptolemeu XIV, faraó (també podia ser en el 59 aC).

## Necrològiques
- Aretas III Philhellene rei de Petra d'Aràbia.
- Su Wu